# Apterona helicinella
Apterona helicinella är en fjärilsart som beskrevs av Jules Pièrre Rambur 1866. Apterona helicinella ingår i släktet Apterona och familjen säckspinnare. Inga underarter finns listade i Catalogue of Life.